# Patria Nueva
Patria Nueva es como se conoce tradicionalmente al periodo de la historia de Chile entre el 12 de febrero de 1817 —día de la victoria del Ejército de los Andes en la batalla de Chacabuco— y el 28 de enero de 1823 —cuando se procedió a la renuncia al poder de Bernardo O'Higgins—. Durante esta etapa, se intentó consolidar el proceso de independencia y establecer un proyecto político para organizar el Estado.

## Gobierno de Bernardo O'Higgins

«Bandera de la Transición» (1817)

Diseño original de la actual bandera chilena, utilizada entre 1817 y 1847

### Primeras medidas como director supremo
A los pocos días de asumir como director supremo, O'Higgins envió al bergantín Águila, capturado en el puerto de Valparaíso,  a rescatar a los desterrados patriotas en la isla Juan Fernández. Rápidamente, organizó un ejército para enfrentar a las fuerzas realistas que se encontraban atrincheradas en el puerto de Talcahuano y enfrentar las montoneras (patriotas desertores, indígenas y bandidos), que actuaban en las riberas del Biobío. 
Además, creó un nuevo Tribunal de Vindicación, donde fueron los patriotas para recuperar los bienes que se les habían confiscado al inicio de la Reconquista. Se desterró a los sacerdotes que seguían predicando fidelidad hacia la Corona española, y se decreto la abolición de los títulos de nobleza y la destrucción de los escudos de armas de las fachadas de las casas e insignias. También, el 8 de julio de 1817, se reinstauró la política de «libertad de vientres» para los esclavos de la Patria Vieja, que se había suspendido durante la reconquista.

#### Medidas económicas
El 2 de junio de 1817 se creó el Ministerio de Hacienda poniendo a Hipólito de Villegas.

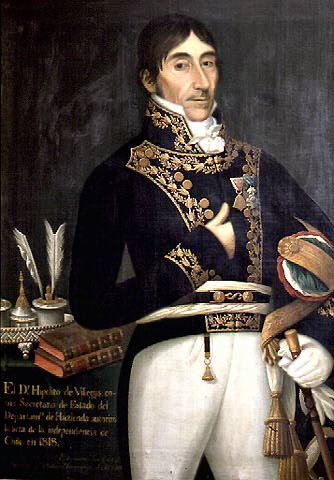
Hipólito de Villegas primer ministro de hacienda.

También se agrega el "Plan de Hacienda y de Administración Pública" que consistió en organizar los servicios públicos, fijar las rentas fiscales, salvaguardar ciertas garantías ciudadanas, como los procedimientos para la regulación de las contribuciones de guerra, respecto a la propiedad de empleos fiscales y honorarios, y cobro de las acreencias fiscales, entre otras regulaciones.

### La sorpresa de Cancha Rayada
Los independentistas esperaban en Talca a los realistas, pero estos últimos tomaron otra ruta y sorprendieron al bando de San Martín y O'Higgins, ganando la batalla conocida como sorpresa porque la tropa independentista no alcanzó a reaccionar.
En Santiago, cundió el pánico cuando llegó la noticia del revés del Ejército de los Andes y los cuerpos milicianos chilenos. Muchos ya estaban tomando sus cosas para exiliarse otra vez en Mendoza e incluso corrió el rumor de que O'Higgins y San Martín estaban muertos.
En esas circunstancias, en el cabildo del 23 de marzo, Manuel Rodríguez lanzó un «¡Aún tenemos patria, ciudadanos!» y se proclamó director supremo. Rápidamente, organizó un escuadrón llamado Húsares de la Muerte. Se incorporaron muchos carrerinos, jurando morir antes de ver nuevamente a la patria en manos de España. Alertado por esto, O'Higgins volvió a Santiago, sin el consentimiento de su médico, junto a San Martín. Ambos fueron recibidos con una salva de cañonazos al amanecer del 24 de marzo.

### Batalla de Maipú

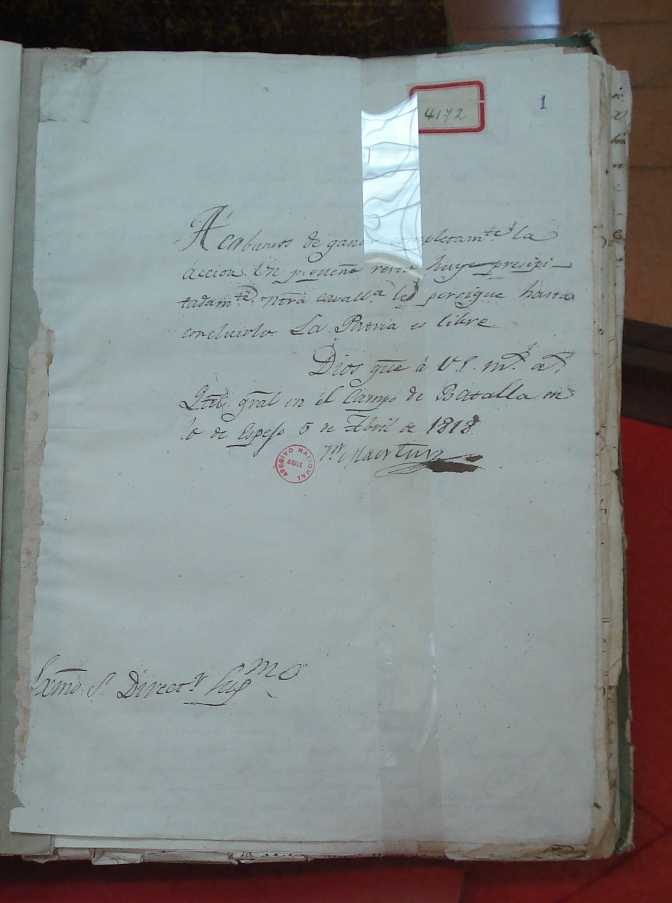
Carta de San Martín a O'Higgins en la que le que comunica la victoria patriota en la Batalla de Maipú.

Tras reponerse, Osorio volvió a Santiago. San Martín organizó un escuadrón de defensa en los cerrillos de Maipú. Allí, el 5 de abril, las dos fuerzas empezaron a batallar antes del mediodía. Dos horas más tarde, las tropas realistas estaban en retirada, perseguidas por los patriotas. En ese momento, O'Higgins apareció del lado contrario a San Martín y acorraló a los realistas. Vencieron las tropas patriotas y se produjo el abrazo de Maipú. Ya nada amenazaba la independencia de Chile.

### Declaración solemne
La declaración solemne de la independencia de Chile se efectuó en 1818. Con ella, se produjo la retirada de las tropas españolas y comenzaron las creaciones de constituciones buscando la forma correcta de gobernar. Una de las medidas tomadas por los líderes fue la abolición de los títulos de nobleza y mayorazgo, los cuales brindaban un prestigio social que quisieron omitir para lograr mayor igualdad...

### Consolidación y avances del proceso independentista

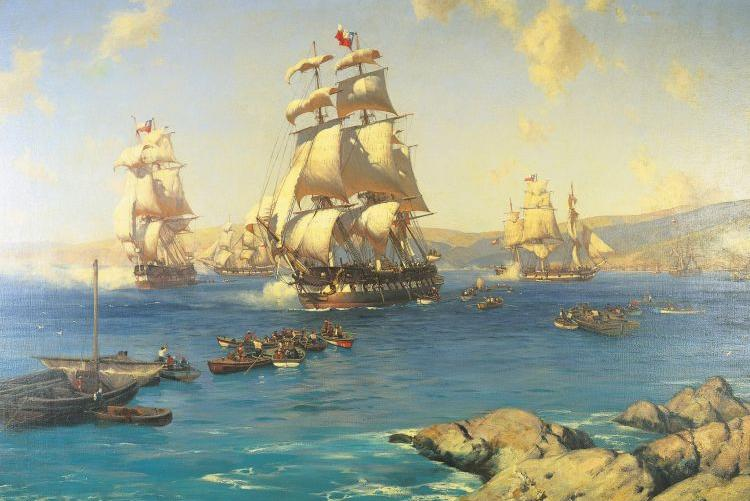
Zarpe de la escuadra chilena hacia Perú.

Pese a haberse firmado el acta de independencia, había una insegura independencia de Chile y Argentina por la presencia de los realistas en Perú. Por ello, San Martín siguió adelante con su plan de invasión de Perú que concretó con la plena ayuda de O'Higgins. La Expedición Libertadora, liderada por el general en jefe José de San Martín y con Lord Thomas Cochrane a cargo de la armada, fue una de las fuerzas protagonistas de la independencia del Perú; retirado San Martín de la escena, fue el libertador Simón Bolívar quien logró concluir la gesta.
Posteriormente, Lord Thomas Cochrane comenzaría a asentar el golpe decisivo a los realistas en Chile cuando, en 1820, se apoderó del Sistema de fuertes de Valdivia en la famosa Toma de Valdivia; para luego enviar una pequeña fuerza a cargo de Jorge Beauchef para perseguir al ejército realista que huía desde Valdivia hacia Chiloé y en el proceso ocupar las ciudades ubicadas más al sur de Valdivia, (entre ellas Río Bueno y Osorno), concluyendo la campaña de Beauchef con el combate de El Toro, en marzo de 1820.
Igualmente desde Valdivia, Cochrane se dirigió a Chiloé; pero fracasó en un ataque terrestre a Ancud y por ello debió regresar; así para el año 1820, luego del combate de El Toro, se comenzó a consolidar igualmente la presencia chilena en la región sur, salvo aún en Chiloé.

## Renuncia de O'Higgins

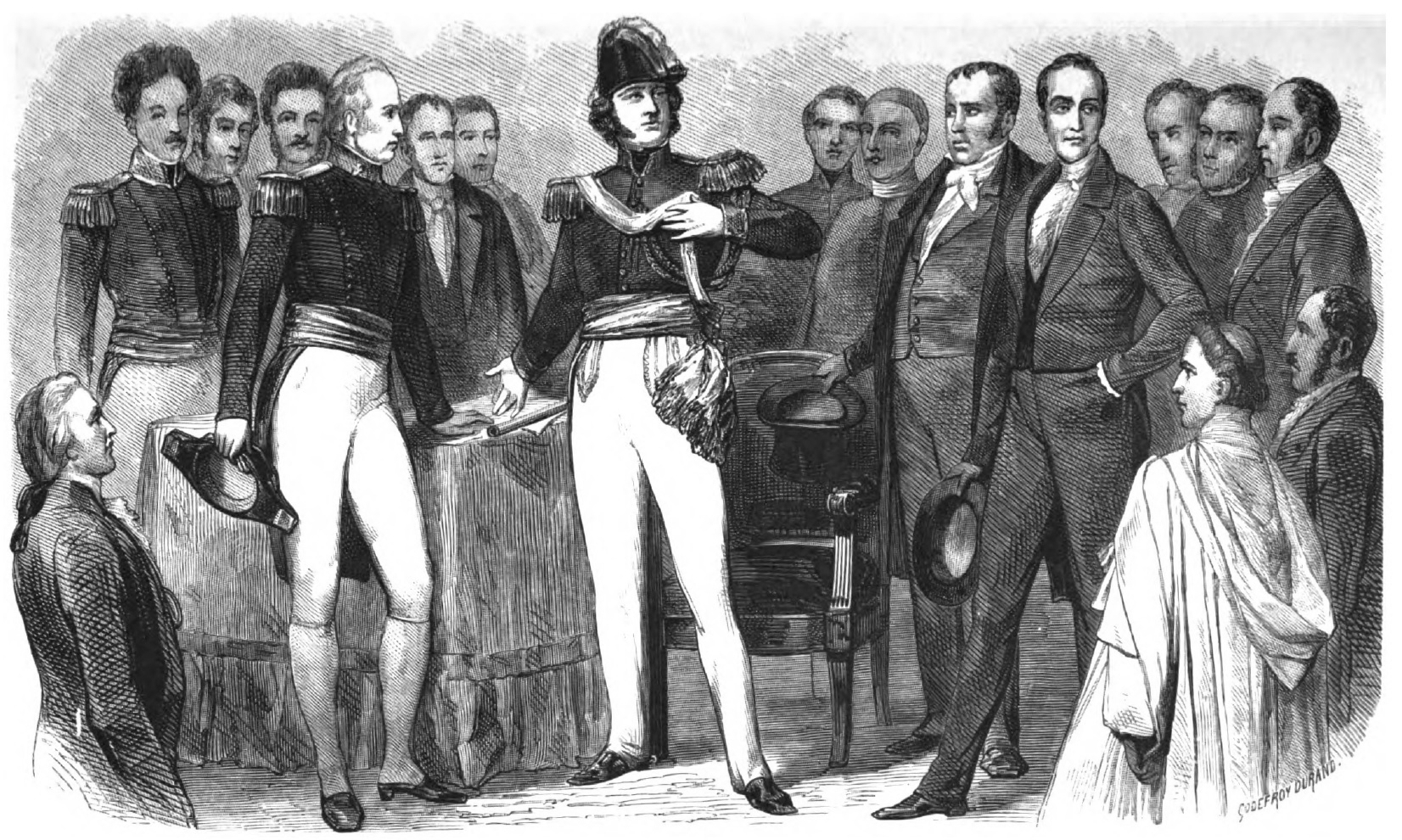
Abdicación de Bernardo O'Higgins.

En la historiografía chilena se hace terminar la Patria Nueva en 1823, con la renuncia de O'Higgins en el cabildo abierto del 28 de enero. O'Higgins, emocionado se despidió de la concurrencia con las siguientes palabras:

Siento no depositar esta insignia ante la asamblea nacional, de quien últimamente la había recibido; siento retirarme sin haber consolidado las instituciones que ella había creído propias para el país y que yo había jurado defender; pero llevo al menos el consuelo de dejar a Chile independiente de toda dominación extranjera, respetado en el extranjero, cubierto de gloria por sus hechos de armas.
Doy gracias a la Divina Providencia que me ha elegido instrumento de tales bienes, y que me ha concedido la fortaleza de ánimo necesaria para resistir el inmenso peso que sobre mí han hecho gravitar las azarosas circunstancias en que he ejercido el mando.
Ahora soy un simple ciudadano. Mientras he estado investido de la primera dignidad de la república, el respeto, sino a mi persona, al menos a ese alto empleo, debía haber impuesto silencio a vuestras quejas. Ahora podéis hablar sin conveniencia. ¡Que se presenten mis acusadores! ¡Quiero conocer los males que he causado, las lágrimas que he hecho derramar! ¡Acusadme! Si las desgracias que me echáis en rostro han sido, no el efecto preciso de la época en que me ha tocado ejercer la suma del poder, sino el desahogo de mis malas pasiones, esas desgracias no pueden purgarse sino con mi sangre. ¡Tomad de mí la venganza que queráis, que yo no os opondré resistencia! ¡Aquí está mí pecho!
Bernardo O'Higgins

Sin embargo, el último territorio español en Chile, la isla de Chiloé, sería conquistada y anexada a la nueva República de Chile, solo recién en enero de 1826 al firmarse el Tratado de Tantauco, durante el gobierno de Ramón Freire, sucesor de O'Higgins.